# Wolf S. Dietrich
Wolf S. Dietrich (eigentlich Wolf Dietrich Schumacher, * 1947) ist ein deutscher Schriftsteller. Schwerpunkt seiner Tätigkeit sind Kriminalromane mit regionalem Bezug zu Kassel, Göttingen und Cuxhaven.

## Leben
Dietrich studierte Germanistik und Theologie an der Universität Göttingen. Er war Bierfahrer, Betonwerker, Tankwart und Lehrer an verschiedenen Schulformen, Wissenschaftlicher Mitarbeiter an der Universität Göttingen, Gewerkschaftsfunktionär und Gesamtschulrektor und ist jetzt freier Autor. 
Dietrich lebt und schreibt in Göttingen und in Cappel-Neufeld, Landkreis Cuxhaven.

## Werke (Auswahl)
Rieke Bernstein Reihe
- Friesische Rache. Rieke Bernsteins erster Fall. Bastei Lübbe, Köln 2015, ISBN 978-3-404-17152-1.
- Friesisches Gold. Rieke Bernsteins zweiter Fall. Bastei Lübbe, Köln 2017, ISBN 978-3-404-17490-4.

Hanna Wolf Reihe
- Letzter Abflug Calden. Kassel-Krimi. Prolibris Verlag, Kassel 2002, ISBN 978-3-935263-09-2.
- Die Tränen des Herkules. Kassel-Krimi. Prolibris Verlag, Kassel 2004, ISBN 978-3-935263-27-6.
- Weinbergbunker. Kassel-Krimi. Prolibris Verlag, Kassel 2008, ISBN 978-3-935263-57-3.
- Fische lügen nicht. Müritz-Krimi. Prolibris Verlag, Kassel 2011, ISBN 978-3-935263-83-2.

Röverkamp Janssen Reihe
- Wattläufer. Nordsee-Krimi. Prolibris Verlag, Kassel 2005, ISBN 978-3-935263-31-3.
- Eiskalter Sommer. Nordsee-Krimi. Prolibris Verlag, Kassel 2007, ISBN 978-3-935263-47-4.
- Hotel Alte Liebe. Cuxland-Krimi. Prolibris Verlag, Kassel 2010, ISBN 978-3-935263-73-3.
- Windstille. Cuxland-Krimi. Prolibris Verlag, Kassel 2013, ISBN 978-3-95475-008-5.
- Krabbenkönig. Cuxland-Krimi. Prolibris Verlag, Kassel 2015, ISBN 978-3-95475-119-8.
- Kühle Brise. Cuxland-Krimi. Prolibris Verlag, Kassel 2018, ISBN 978-3-95475-152-5.
- Letzter Sommerabend am Meer. Cuxland-Krimi. Prolibris Verlag, Kassel 2020, ISBN 978-3-95475-206-5.

Anna Lehnhoff Reihe
- Grobecks Grab. Göttingen-Krimi. Prolibris Verlag, Kassel 2001, ISBN 978-3-935263-05-4.
- Die Tote im Leinekanal. Göttingen-Krimi. Prolibris Verlag, Kassel 2003, ISBN 978-3-935263-18-4.
- Johannisfeuer. Göttingen-Krimi. Prolibris Verlag, Kassel 2006, ISBN 978-3-935263-40-5.
- Rote Straße. Göttingen-Krimi. Prolibris Verlag, Kassel 2009, ISBN 978-3-935263-63-4.
- Altstadtfest. Göttingen-Krimi. Prolibris Verlag, Kassel 2012, ISBN 978-3-935263-99-3.
- Der dritte Patient. Göttingen-Krimi. Prolibris Verlag, Kassel 2015, ISBN 978-3-95475-102-0.
- Das Goldstein-Haus. Göttingen-Krimi. Prolibris Verlag, Kassel 2017, ISBN 978-3-95475-147-1.
- Wenn Habich kommt. Göttingen-Krimi. Prolibris Verlag, Kassel 2019, ISBN 978-3-95475-199-0.
- Ostviertel-Blues. Göttingen-Krimi. Prolibris Verlag, Kassel 2021. ISBN 978-3-95475-227-0.